# Linus Pauling

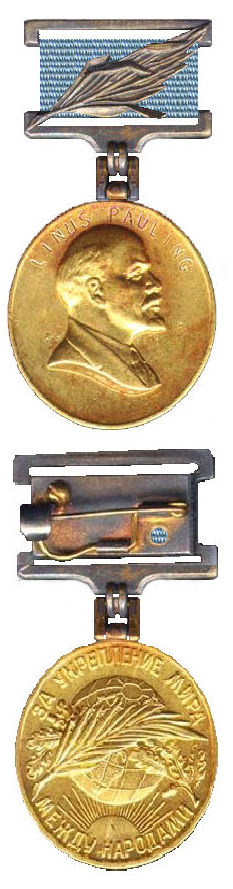
Medaille verbonden aan de Lenin Vredesprijs, op de voorzijde is Linus Paulings naam aangebracht.

Linus Carl Pauling (Portland, Oregon, 28 februari 1901 – Big Sur, Californië, 19 augustus 1994) was een scheikundige uit de  Verenigde Staten. Hij was biochemicus en fysisch chemicus en heeft zich onder andere verdienstelijk gemaakt bij de opheldering van de structuur van ingewikkelde verbindingen, zoals van eiwitten. Pauling is de enige wetenschapper die twee ongedeelde Nobelprijzen heeft gewonnen. Hij kreeg in 1954 de Nobelprijs voor Scheikunde voor zijn onderzoek naar de aard van de chemische binding en in 1962 de Nobelprijs voor de Vrede in verband met zijn strijd tegen bovengrondse kernproeven.

## Levensloop

### Jeugd en opleiding
Pauling was de enige zoon van Herman William Pauling, een apotheker, en Lucy Isabelle Darling, die ook nog twee dochters hadden. Paulings vader overleed in 1910 aan maagkanker. Linus begon op twaalfjarige leeftijd met chemische experimenten in het huis waar hij met zijn moeder woonde, in het dorp Condon. Hij las in die tijd veel boeken over mineralogie, natuur- en scheikunde, maar verliet zonder diploma de middelbare school. Toch lukte het hem om tot het Oregon Agricultural College, nu de Oregon State University, te worden toegelaten om chemische technologie te studeren. Nadat hij daar in 1922 klaar was ging hij verder studeren aan het California Institute of Technology Caltech, waar hij onder andere door AA Noyes werd beïnvloed.

### Eerste aanstellingen
Hij studeerde summa cum laude in 1925 aan het Caltech af in de scheikunde. Hij kreeg een beurs om zich daarna gedurende anderhalf jaar in Europa in de kwantummechanica te verdiepen. Hij studeerde onder leiding van Arnold Sommerfeld aan de Ludwig Maximilians-Universiteit in München, een maand aan het Niels Bohr-instituut in Kopenhagen en een aantal maanden in Zürich onder leiding van Erwin Schrödinger. Als enige chemicus tussen de theoretische natuurkundigen, gebruikte Pauling de kwantummechanica, die toen volop in ontwikkeling was, om vraagstukken over chemische verbindingen op te lossen. In 1927 keerde hij terug naar Caltech, waar hij assistent professor theoretische scheikunde werd. Van 1929 tot 1934 gaf hij les aan de Universiteit van Californië - Berkeley.

### Onderzoek aan chemische binding
In zijn eerste jaren aan Caltech werkte Pauling verder aan zijn kwantummechanische theorie over de chemische binding. Daarin was een belangrijke rol weggelegd voor resonantie, waarbij een molecuul tussen twee verschillende toestanden fluctueert en aanleiding geeft tot een nieuwe, intermediaire toestand. Pauling ontving in 1931 de Langmuirprijs voor de meest veelbelovende onderzoeker op het gebied van de scheikunde in de Verenigde Staten en werd in datzelfde jaar hoogleraar aan Caltech.
Vanaf het begin van de jaren dertig verschoof de focus van Pauling naar organische chemie. Hij was de eerste die de reversibele binding van zuurstof aan ijzer in het molecuul hemoglobine wist te verklaren. Zijn onderzoek naar hemoglobine leidde tot een brede interesse in eiwitten. Samen met Alfred Mirsky publiceerde hij een theorie over de driedimensionale structuur van eiwitten. Het verlies van deze specifieke configuratie van eiwitten biedt onder meer een verklaring voor het hard worden van eiwit bij het koken van een ei.  Tijdens een bezoek in 1936 aan het Rockefeller Instituut voor medisch onderzoek in New York ontmoette Pauling Karl Landsteiner, de ontdekker van bloedgroepen, waarna hij zich in de immunologie verdiepte. Hij schreef belangrijke publicaties op het gebied van de vorming en structuur van antilichamen, onder meer in een standaardwerk van Landsteiner op dat gebied.
Pauling schreef in 1939 het boek The nature of the chemical bond and the structure of molecules and crystals.

### Tweede Wereldoorlog
Tijdens de Tweede Wereldoorlog weigerde Pauling mee te werken aan het Manhattanproject. In plaats daarvan leidde hij de ontwikkeling van andere militaire technologie, zoals pantserdoorborende granaten en een nieuw soort explosieven en hij hield zich bezig met het vinden van een synthetisch substituut voor bloedserum. Pauling werd in 1948 door president Truman onderscheiden met de Presidential Medal for Merit vanwege zijn verdiensten in de Tweede Wereldoorlog.

### Onderzoek aan hemoglobine
Aan het einde van de Tweede Wereldoorlog stelde Pauling een moleculaire theorie over sikkelcelanemie op. Hij veronderstelde dat een abnormale structuur van het hemoglobinemolecuul ten grondslag lag aan deze ziekte en toonde in 1949 aan dat dit daadwerkelijk ook het geval was. De publicatie, in het vaktijdschrift Science, introduceerde het concept van moleculaire ziekten en wordt gezien als het begin van de moleculaire geneeskunde. Voor Pauling was dit ook de basis van zijn werk op het gebied van de orthomoleculaire geneeskunde.
Pauling publiceerde in 1947 een artikel, dat later veel werd geciteerd en waarin hij de metaalbinding verder verklaarde. Hij had zich tot dan toe vooral met covalente bindingen beziggehouden.

### Vredesactivist
Na de oorlog keerde Linus Pauling zich tegen kernwapens en de in zijn ogen gevaarlijke kernproeven die de vijf grootmachten na de Tweede Wereldoorlog meer dan twee decennia lang in de atmosfeer en onder water uitvoerden. Tijdens de periode van anticommunistische verdachtmakingen in de Verenigde Staten, soms Mccarthyisme genoemd, werd Pauling fel aangevallen om zijn opvattingen. Hij werd tot communist bestempeld, wat onder meer inhield dat zijn onderzoeksgeld werd gestopt. Zijn paspoort werd ingetrokken en hij kreeg het nog net op tijd terug om in Zweden, in 1954, de Nobelprijs voor Scheikunde in ontvangst te kunnen nemen. Ondanks zijn bijdragen aan de ontwikkeling van wapensystemen tijdens de Tweede Wereldoorlog, ontwikkelde Pauling zich later tot pacifist en tegenstander van oorlog in alle vormen. Hij noemde het militarisme een van de belangrijkste oorzaken van menselijk lijden. Pauling was ook een tegenstander van de Amerikaanse betrokkenheid bij de Vietnamoorlog en correspondeerde met de Noord-Vietnamese leider Hồ Chí Minh. Dat maakte Pauling verdacht in rechtse kringen. Een proces wegens smaad, door Pauling aangespannen tegen een rechts opinieblad, heeft hij verloren.
In 1958 verscheen zijn boek No more war en in datzelfde jaar organiseerde Pauling samen met zijn vrouw Helen een petitie onder wetenschappers, waarbij 11 000 wetenschappers een oproep aan de Verenigde Naties deden om een einde te maken aan kernproeven. Mede als gevolg van de publieke aandacht door Paulings initiatief, stopten de Sovjet-Unie, de Verenigde Staten en het Verenigd Koninkrijk in 1958 met alle kernproeven in de atmosfeer.

### Onderzoek aan DNA
Pauling deed mee aan het onderzoek naar het DNA en stelde in januari 1953 een drievoudige spiraal voor als DNA-model, waarbij "de helices als in touw om elkaar heen gedraaid zitten". Pauling was in die periode druk met zijn acties tegen kernproeven en kreeg bovendien te maken met het intrekken van onderzoeksgeld en zijn paspoort als gevolg van Mccarthyisme. Mede daarom kon hij onvoldoende meedoen in de race om als eerste de structuur van DNA op te helderen. James Watson kreeg in Engeland de foto's te zien die Rosalind Franklin met röntgenkristallografie van DNA had gemaakt. Hij kreeg hierdoor het inzicht dat Paulings triple-helix model verkeerd was. Watson en Crick publiceerden in april 1953 hun model van de dubbele helix, dat later het correcte model bleek te zijn.

### Nobelprijzen
Pauling won in 1954 de Nobelprijs voor Scheikunde wegens zijn onderzoek naar de aard van de chemische binding en de toepassing daarvan op het ophelderen van de structuur van complexe verbindingen en in 1962 de Nobelprijs voor de Vrede. Hij is daarmee een van de vijf mensen die ooit twee Nobelprijzen hebben gewonnen. De anderen waren Marie Curie, John Bardeen, Frederick Sanger en Karl Barry Sharpless. Pauling was een van twee mensen die Nobelprijzen in twee disciplines won, Marie Curie was de andere, en de enige die ooit twee ongedeelde Nobelprijzen heeft gewonnen.
Het Noorse Nobelprijscomité kende hem in 1962 zijn tweede Nobelprijs, de Nobelprijs voor de Vrede, toe voor zijn strijd tegen bovengrondse atoomproeven. In 1963 werd een internationaal verdrag gesloten dat kernproeven in de atmosfeer, in de ruimte en onder water verbood. Pauling ontving veel van de credits voor het totstandkoming van dat verdrag. De Sovjet-Unie verleende hem in 1966 haar eigen alternatieve nobelprijs, de Internationale Lenin-Vredesprijs.

### Vitamines en orthomoleculaire geneeskunde
Linus Pauling hield zich in zijn latere leven intensief bezig met de werking van vitamine. Hij constateerde dat de meeste vitamines, in tegenstelling tot farmaca, in hoge doseringen vrijwel niet toxisch zijn. Dit leidde mede tot zijn opvatting dat de optimale dosering van vitamines veel hoger ligt dan wat via een normale voeding aan vitamines wordt binnengekregen. Hij onderbouwde met name het gebruik van hoge doses vitamine C dat bescherming kan bieden ter vermindering van of ter voorkoming van een aantal ziektes. Vanaf 1966 nam hij dagelijks 18 gram vitamine C, 300 keer de toen aanbevolen dagelijkse hoeveelheid. Zijn opvattingen over vitamine C kregen een weerslag in de bestseller Vitamin C and the common cold, dat in 1970 verscheen.
Hij introduceerde in 1968 de geneeskunde met een orthomoleculaire behandelwijze, mede geïnspireerd door het werk van een groep psychiaters, waaronder Abram Hoffer, die schizofrene patiënten behandelden met hoge doseringen vitamines. De orthomoleculaire geneeskunde probeert ziekten te genezen door ervoor te zorgen dat de verhoudingen van alle in een gezond lichaam voorkomende stoffen bij de zieke ook voorkomen. Dit wordt vaak gedaan door het toedienen van grote doses vitamines. 
In 1973 werd in Menlo Park, in Californië, The Linus Pauling Institute of Science and Medicine opgericht. Het instituut had jarenlang te kampen met financiële problemen. Om zijn werk voort te zetten verhuisde dit instituut, nadat Pauling was overleden, in augustus 1996 naar de Oregon State University. Daar kreeg het de naam The Linus Pauling Institute. Hij ontving in 1977 de Gouden Lomonosov-medaille van de toenmalige Academie van Wetenschappen van USSR.

### Laatste levensjaren
Linus Pauling heeft in 1990 een video-bijdrage geleverd aan het Congres 'Engineering a Better World with Chemistry' in Den Haag. Het congres werd door de TU Delft georganiseerd.
Tot op hoge leeftijd bleef Pauling zich bezighouden met vraagstukken op het gebied van oorlog en vrede. Zo protesteerde hij in 1991 door middel van een advertentie in The New York Times tegen de dreigende Golfoorlog.
Pauling stierf in 1994 aan prostaatkanker. Zijn ziekte was voor hem geen aanleiding zijn visie te herzien, integendeel hij beweerde juist dat hoge doseringen vitamine C het begin van zijn kanker met twintig tot vijfentwintig jaar hadden vertraagd.

## Websites
- (en)  Linus Pauling – Biographical. NobelPrize.org. Nobel Media AB 2018.
- (en)  The Linus Pauling Institute
- (en)  Linus Pauling online, Oregon State University
- (en)  The Pauling Blog

- Bibsys: 90155758
- Biblioteca Nacional de España: XX1062701
- Bibliothèque nationale de France: cb11918822h (data)
- Catàleg d'autoritats de noms i títols de Catalunya: 981058523839806706
- CiNii: DA0071705X
- Gemeinsame Normdatei: 118789953
- International Standard Name Identifier: 0000 0001 2143 5407
- Library of Congress Control Number: n79144786
- Nationale Bibliotheek van Letland: 000054915
- MusicBrainz: 7ca75c99-a715-4a28-9c0f-651ef573841e
- Mathematics Genealogy Project: 113591
- National Archives and Records Administration: 10581545
- Bibliotheek van het Japanse parlement: 00452314
- Nationale Bibliotheek van Tsjechië: ola2004216927
- Nationale bibliotheek van Australië: 35248754
- Nationale Bibliotheek van Israël: 987007266337205171
- Nationale Bibliotheek van Polen: a0000002465795
- Nationale en Universitaire bibliotheek Zagreb: 000037836
- Nederlandse Thesaurus van Auteursnamen: 06774687X
- Réseau des bibliothèques de Suisse occidentale: 02-A000128675
- Istituto Centrale per il Catalogo Unico: RAVV035578
- LIBRIS: 328524
- SNAC: w6zk5j54
- Système universitaire de documentation: 027060896
- Trove: 881449
- Virtual International Authority File: 91892412
- WorldCat: E39PBJmdy8F76c9GF9cD7dMtrq

1901: Van 't Hoff ·
1902: E. Fischer ·
1903: Arrhenius ·
1904: Ramsay ·
1905: Baeyer ·
1906: Moissan ·
1907: Buchner ·
1908: Rutherford ·
1909: Ostwald ·
1910: Wallach ·
1911: Curie ·
1912: Grignard, Sabatier ·
1913: Werner ·
1914: Richards ·
1915: Willstätter ·
1918: Haber ·
1920: Nernst ·
1921: Soddy ·
1922: Aston ·
1923: Pregl ·
1925: Zsigmondy ·
1926: Svedberg ·
1927: Wieland ·
1928: Windaus ·
1929: Harden, Euler-Chelpin ·
1930: H. Fischer · 
1931: Bosch, Bergius ·
1932: Langmuir ·
1934: Urey ·
1935: F. Joliot-Curie, I. Joliot-Curie ·
1936: Debye ·
1937: Haworth, Karrer ·
1938: Kuhn ·
1939: Butenandt, Ružička ·
1943: Hevesy · 
1944: Hahn ·
1945: Virtanen ·
1946: Sumner, Northrop, Stanley ·
1947: Robinson · 
1948: Tiselius · 
1949: Giauque ·
1950: Diels, Alder ·
1951: McMillan, Seaborg ·
1952: Martin, Synge ·
1953: Staudinger ·
1954: Pauling ·
1955: Vigneaud ·
1956: Hinshelwood, Semjonov ·
1957: Todd ·
1958: Sanger ·
1959: Heyrovský ·
1960: Libby ·
1961: Calvin ·
1962: Perutz, Kendrew ·
1963: Ziegler, Natta ·
1964: Hodgkin ·
1965: Woodward ·
1966: Mulliken ·
1967: Eigen, Norrish, Porter ·
1968: Onsager ·
1969: Barton, Hassel ·
1970: Leloir ·
1971: Herzberg ·
1972: Anfinsen, Moore, Stein · 
1973: E.O. Fischer, Wilkinson · 
1974: Flory ·
1975: Cornforth, Prelog ·
1976: Lipscomb ·
1977: Prigogine · 
1978: Mitchell ·
1979: Brown, Wittig ·
1980: Berg, Gilbert, Sanger ·
1981: Fukui, Hoffmann ·
1982: Klug ·
1983: Taube ·
1984: Merrifield ·
1985: Hauptman, Karle ·
1986: Herschbach, Lee, Polanyi ·
1987: Cram, Lehn, Pedersen ·
1988: Deisenhofer, Huber, Michel ·
1989: Altman, Cech ·
1990: Corey ·
1991: Ernst ·
1992: Marcus ·
1993: Mullis, Smith ·
1994: Olah ·
1995: Crutzen, Molina, Rowland ·
1996: Curl, Kroto, Smalley ·
1997: Boyer, Walker, Skou ·
1998: Kohn, Pople ·
1999: Zewail ·
2000: Heeger, MacDiarmid, Shirakawa ·
2001: Knowles, Noyori, Sharpless ·
2002: Fenn, Tanaka, Wüthrich ·
2003: Agre, MacKinnon ·
2004: Ciechanover, Hershko, Rose ·
2005: Grubbs, Schrock, Chauvin ·
2006: Kornberg ·
2007: Ertl ·
2008: Shimomura, Chalfie, Tsien ·
2009: Steitz, Yonath, Ramakrishnan ·
2010: Heck, Negishi, Suzuki ·
2011: Shechtman ·
2012: Kobilka, Lefkowitz ·
2013: Karplus, Levitt, Warshel ·
2014: Betzig, Hell, Moerner ·
2015: Lindahl, Modrich, Sancar ·
2016: Sauvage, Stoddart, Feringa ·
2017: Dubochet, Frank, Henderson · 
2018: Arnold, Winter, Smith ·   
2019: Goodenough, Whittingham, Yoshino ·
2020: Charpentier, Doudna ·
2021: List, MacMillan ·
2022: Bertozzi, Meldal, Sharpless ·
2023: Bawendi, Brus, Jekimov ·
2024: Baker, Hassabis, Jumper
1901: Dunant, Passy ·
1902: Ducommun, Gobat ·
1903: Cremer ·
1904: Institut de Droit International ·
1905: Von Suttner ·
1906: Roosevelt ·
1907: Moneta, Renault ·
1908: Arnoldson, Bajer ·
1909: Beernaert, Balluet d'Estournelles de Constant ·
1910: IPB ·
1911: Asser, Fried ·
1912: Root ·
1913: La Fontaine ·
1917: ICRC ·
1919: Wilson ·
1920: Bourgeois ·
1921: Branting, Lange ·
1922: Nansen ·
1925: Chamberlain, Dawes ·
1926: Briand, Stresemann ·
1927: Buisson, Quidde ·
1929: Kellogg ·
1930: Söderblom ·
1931: Addams, Butler ·
1933: Angell ·
1934: Henderson ·
1935: Von Ossietzky ·
1936: Lamas ·
1937: Cecil ·
1938: Office international Nansen pour les réfugiés ·
1944: ICRC ·
1945: Hull ·
1946: Balch, Mott ·
1947: Friends Service Council, American Friends Service Committee ·
1949: Orr ·
1950: Bunche ·
1951: Jouhaux ·
1952: Schweitzer ·
1953: Marshall ·
1954: Hoog Commissariaat voor de Vluchtelingen (UNHCR) ·
1957: Pearson ·
1958: Pire ·
1959: Noel-Baker ·
1960: Luthuli ·
1961: Hammarskjöld ·
1962: Pauling ·
1963: ICRC, IFRC ·
1964: King ·
1965: UNICEF ·
1968: Cassin ·
1969: Internationale Arbeidsorganisatie ·
1970: Borlaug ·
1971: Brandt ·
1973: Kissinger, Lê Đức Thọ ·
1974: MacBride, Satō ·
1975: Sacharov ·
1976: Williams, Corrigan ·
1977: Amnesty International ·
1978: Sadat, Begin ·
1979: Moeder Teresa ·
1980: Esquivel ·
1981: Hoog Commissariaat voor de Vluchtelingen (UNHCR) ·
1982: Myrdal, Robles ·
1983: Wałęsa ·
1984: Tutu ·
1985: IPPNW ·
1986: Wiesel ·
1987: Arias ·
1988: VN-vredesmacht ·
1989: Gyatso ·
1990: Gorbatsjov ·
1991: Suu Kyi ·
1992: Menchú ·
1993: Mandela, De Klerk ·
1994: Arafat, Peres, Rabin ·
1995: Rotblat, Pugwash Conferences on Science and World Affairs ·
1996: Ximenes Belo, Ramos-Horta ·
1997: ICBL, Williams ·
1998: Hume, Trimble ·
1999: AzG ·
2000: Dae-jung ·
2001: VN, Annan ·
2002: Carter ·
2003: Ebadi ·
2004: Maathai ·
2005: IAEA, El-Baradei ·
2006: Grameen Bank, Yunus ·
2007: Gore, IPCC ·
2008: Ahtisaari ·
2009: Obama ·
2010: Liu ·
2011: Johnson Sirleaf, Gbowee, Karman ·
2012: Europese Unie ·
2013: OPCW ·
2014: Satyarthi, Yousafzai ·
2015: Kwartet voor Nationale Dialoog in Tunesië ·
2016: Santos ·
2017: ICAN ·
2018: Mukwege, Murad Basee ·
2019: Ahmed ·
2020: Wereldvoedselprogramma ·
2021: Ressa, Moeratov ·
2022: Bjaljazki, Memorial, Centrum voor Burgerlijke Vrijheden ·
2023: Mohammadi ·
2024: Nihon Hidankyo